# منطقه حفاظت‌شده کاغذکنان
منطقهٔ حفاظت‌شدهٔ کاغذکنان یک منطقهٔ حفاظت‌شده با مساحت ۵۱۸۳۴ هکتار است که در جنوب شهرستان میانه در استان آذربایجان شرقی در ایران قرار دارد. این منطقهٔ حفاظت‌شده طبق مصوبهٔ شمارهٔ ۷۸۰ در تاریخ ۹۹/۱۱/۰۶ در فهرست مناطق تحت حفاظت سازمان محیط زیست ایران قرار گرفت.
منطقه حفاظت‌شده کاغذکنان به مانند چهارراهی در میان کوه‌های خلخال (کوه‌های باغرو)، کوه‌های تالش و کوه‌های طارم زنجان واقع شده و به‌صورت پلی، جمعیت‌های پلنگ موجود در مناطق طارم و زنجان را با جمعیت‌های شمال غربی و در نهایت قفقاز متصل می‌کند.

## تاریخچه حفاظت
منطقه حفاظت‌شدهٔ کاغذکنان به عنوان آخرین نقطه پراکنش آهو در شمال غرب ایران و در جنوب شهرستان میانه، از سال ۱۳۹۱ از منطقه شکارممنوع به منطقه حفاظت‌شده ارتقا یافته است.

## حیات وحش
برخی از گونه‌های جانوری ساکن در منطقه حفاظت‌شدهٔ کاغذکنان شامل پلنگ، کل و بز، آهو، خرس قهوه‌ای، گربه وحشی، خرگوش، سنجاب زمینی، خفاش نعل اسبی مدیترانه‌ای و انواع مختلفی از جوندگان، پرندگان، خزندگان و دوزیستان است.